# Эрнандес, Мелитон
Эдгар Мелитон Эрнандес Кабрера (исп. Edgar Melitón Hernández Cabrera; род. 15 октября 1982 года, Поса-Рика-де-Идальго, Веракрус) — мексиканский футболист, вратарь. Выступал за национальную сборную Мексики.

## Биография
Мелитон Эрнандес начинал свою профессиональную карьеру футболиста в 2003 году в клубе «Пачука» в роли второго голкипера, первым был Мигель Калеро. Дебют Эрнандеса на высшем уровне состоялся 26 октября 2003 года в матче Апертуры 2003 против «Сантос Лагуны».
Впоследствии Эрнандес выступал на правах аренды за различные команды низших лиг и «Леон», в составе последнего Мелитон завоевал путёвку в элитный дивизион по итогам сезона 2011/12.
В сезоне 2013/14 Эрнандес начал играть за команду «Веракрус». Удачное выступление клуба в Клаусуре 2015 привлекло внимание к его голкиперу, Эрнандес был вызван в национальную сборную. Дебют в её составе произошёл 1 апреля 2015 года в товарищеском матче против сборной Парагвая. Мелитон отстоял в воротах все 90 минут, а его команда победила 1:0. 11 апреля он был включён в предварительный список мексиканских футболистов на Кубок Америки 2015.